# Dystrykt Mbala
Dystrykt Mbala – dystrykt w północno-wschodniej Zambii w Prowincji Północnej. W 2000 roku liczył 149 634 mieszkańców (z czego 50,18% stanowili mężczyźni) i obejmował 30 585 gospodarstw domowych. Siedzibą administracyjną dystryktu jest Mbala.